# Człowiek-lew
Człowiek-lew (Löwenmensch) – prehistoryczna rzeźba z kości słoniowej, która została odkryta w Hohlenstein-Stadel w 1939 roku. Jest najstarszą znaną rzeźbą zoomorficzną i najstarszym przykładem sztuki figuratywnej. Została odrestaurowana z tysiąca fragmentów. Powiązana z kulturą oryniacką.
Figura ma wysokość od 29 do 31 cm (wysokość wzrosła po restauracji) i 6 cm średnicy. Datowana jest na 40 000–38 000 lat p.n.e.

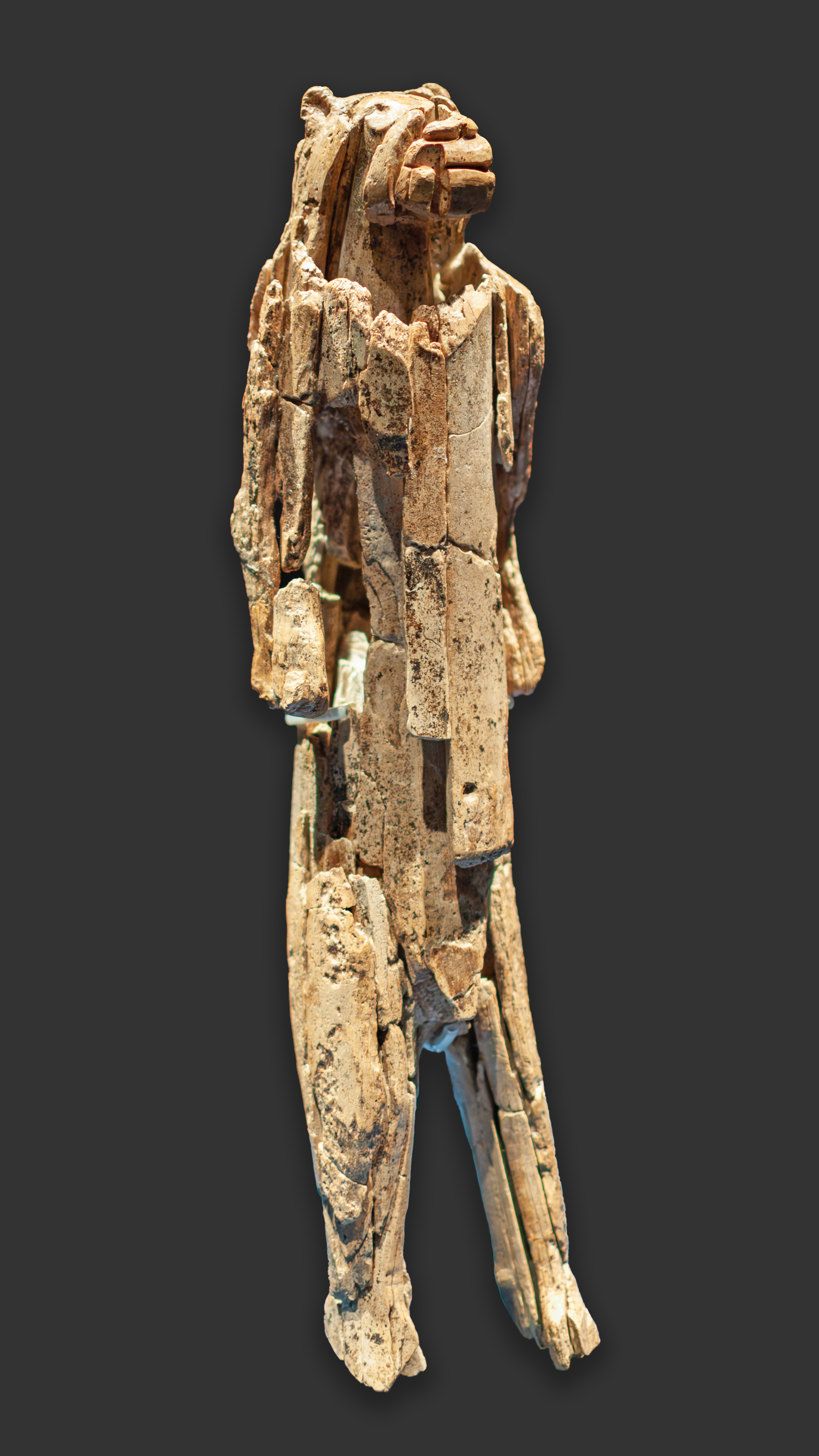
Figurka lwa człowieka po renowacji w 2013 roku

## Geneza

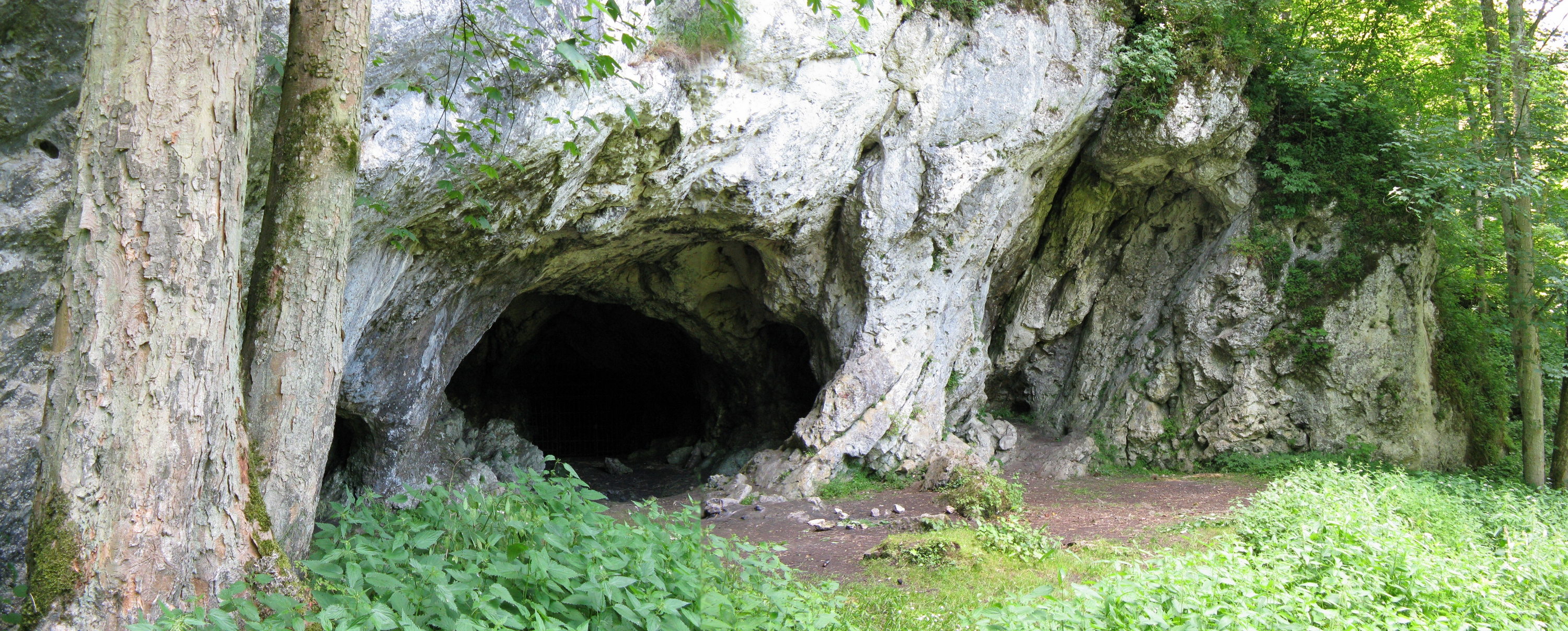
Wejście do jaskini

Około 40 000 lat temu, na początku epoki paleolitu górnego, Jura Szwabska była częścią krajobrazu zamieszkiwanego przez wczesnych Homo sapiens. Polowali oni na mamuty, renifery, żubry, dzikie konie i inne zwierzęta. Znajdujemy na tym terenie ślady ludzkiej obecności w jaskiniach z pozostałości po ogniskach, a także resztki narzędzi, broni i biżuterii wykonanej z kamienia, kości, poroża i kości słoniowej.
Wykopaliska w tamtejszych jaskiniach ujawniły szereg małych rzeźb. Są to na przykład wizerunki dzikich zwierząt, rzeźbione w kości słoniowej mamuta przy użyciu narzędzi kamiennych. Przedstawiano również mniejsze zwierzęta, takie jak ptaki i ryby. Wiele z tych figurek przedstawia niedźwiedzie jaskiniowe i lwy jaskiniowe, najbardziej niebezpieczne dla ówczesnych ludzi zwierzęta. Rzeźba przedstawiająca archaiczną kobiecą formę (zwaną "Wenus") jest jedynym znalezionym obiektem, który przedstawia postać ludzką. Te rzeźbiarskie artefakty stanowią najstarszą na świecie kolekcję przenośnych przedmiotów sztuki.

## Odkrycie rzeźby
Najbardziej spektakularną z figur z kości słoniowej jest Człowiek-lew, ukazujący najwyraźniej mityczne stworzenie, które jest pół człowiekiem/pół bestią (teriantropia). Fragmenty tego dzieła zostały odkryte przez geologa Otto Völzinga 25 sierpnia 1939 roku w ostatnim dniu finansowanych przez SS wykopalisk w jaskini Hohlenstein-Stadel w dolinie Lone. Działalność archeologiczna została przerwana wraz z rozpoczęciem II wojny światowej, znalezione materiały zostały schowane w muzeum w Ulm, rowy wykopu wypełniono tą samą glebą, w której znaleziono kość słoniową, a geologa wezwano do wojska.
Ponad trzydzieści lat później (w 1969 roku dzięki archeologowi Joachimowi Hahnowi z Uniwersytetu w Tubingen, który rozpoczął inwentaryzację i montaż) ostatecznie uznano, że kawałki kości słoniowej były częścią figurki, stworzono wtedy humanoidalną figurkę bez głowy.
W 1982 r. paleontolożka Elisabeth Schmid połączyła nowe fragmenty z rekonstrukcją Hahna, korygując niektóre błędy i dodając fragmenty nosa i ust, które podkreślały kocie cechy figurki.
W 1988 roku eksperci w warsztatach Landesmuseum Württemberg Ute Wolfa przy współpracy z Elisabeth Schmid rozpoczęli kompleksową renowację. Trwająca sześć miesięcy restauracja mogła być jednak tylko częściowa, ponieważ nie udało się odzyskać znaczących fragmentów, figura składała się z 220 części i brakowało około 30 procent ciała. Grzbiet był poważnie uszkodzony, a na nogach brakowało części kości słoniowej. Zachowały się uszy, otwory pod oczy, dwie trzecie ust i nosa oraz tył głowy. Do wypełnienia ubytków w głowie i ciele zastosowano dającą się usunąć substancję składającą się z mieszaniny wosku pszczelego, sztucznego wosku i kredy.
Dopiero w 1997 i 1998 roku, kiedy odkryto więcej fragmentów, w tym głowę, rzeźba z kości słoniowej została w pełni zmontowana i odrestaurowana.
Od 2008 roku w jaskini prowadzone były dalsze prace wykopaliskowe. Wszystkie warstwy były systematycznie przesiewane, co doprowadziło do odkrycia wielu drobnych fragmentów. Pierwsze nowe dopasowania symulowano wirtualnie, tak aby można było dodawać fragmenty bez konieczności demontażu oryginalnej rekonstrukcji.
W 2012 r. rozpoczęto drugą renowację w ramach Państwowego Urzędu Ochrony Zabytków w Esslingen pod kierownictwem Nicole Ebinger-Rist. Figurkę zdemontowano na poszczególne części i dodano nowo odkryte fragmenty oraz stare, co pozwoliło na dalsze uzupełnianie obszarów głowy, pleców i prawej strony ciała, a sztuczne dodatki użyte przy pierwszej renowacji zostały odrzucone. Prace zakończono pod koniec 2013 roku. Uzupełnienie rzeźby dało archeologom głębszy wgląd w niektóre techniki związane z jej tworzeniem.

## Opis
Umiejętnie wyrzeźbiona z ciosu mamuta (przy użyciu noża krzemiennego) statuetka łączy w sobie elementy zwierzęce i ludzkie. Jej zwierzęcymi atrybutami są głowa lwa, wydłużone ciało i przedramiona. Nogi, w tym stopy oraz postawa bipedalna są wyraźnie wzorowane na ludzkiej formie. Na lewym ramieniu znajduje się siedem równoległych, poprzecznych, rzeźbionych wyżłobień.
Spojrzenie Człowieka-Lwa, podobnie jak jego postawa, jest silne i skierowane na widza. Szczegóły jego twarzy pokazują, że jest uważny, obserwuje i słucha. Jest najstarszym znanym przedstawieniem istoty, która nie istnieje w formie fizycznej, ale symbolizuje to, co nadprzyrodzone. Możliwe, że przedstawia szamana z maską lwa.

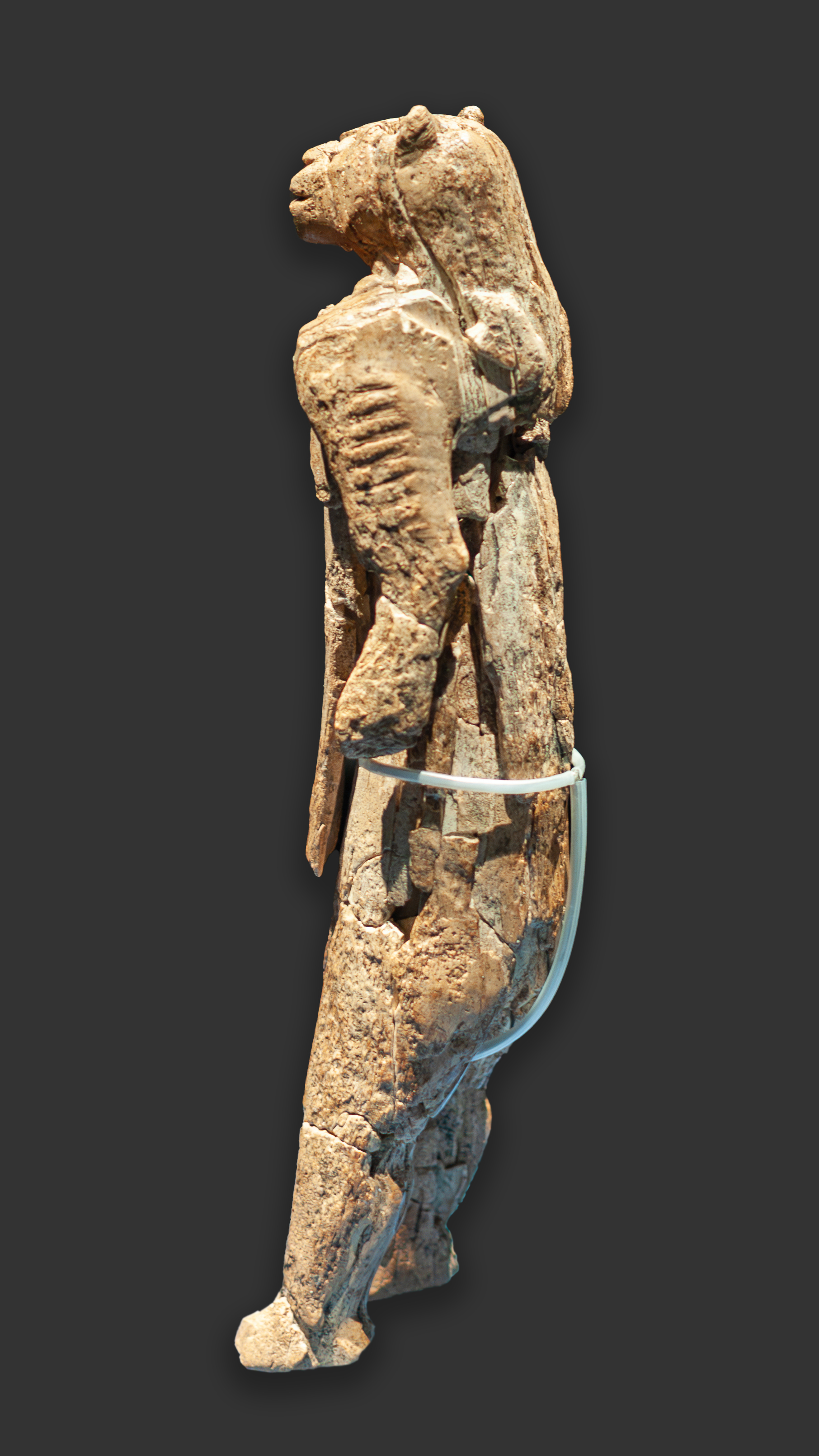
Widok z boku pokazujący poprzeczne wyżłobienia na lewym ramieniu

Statuetka została początkowo scharakteryzowana (przez Joahima Hahna jako reprezentacja człowieka płci męskiej (rzeźba miała mieć, jego zdaniem, penisa), jednak w miarę odbudowy niektórzy, na przykład Elżbieta Schmid, uznali figurę za żeńską postać (jej zdaniem widoczne jest łono). Kurt Wehrberger z muzeum w Ulm stwierdził, że pomnik stał się "ikoną ruchu feministycznego". Ostatecznie nie możemy dokładnie poznać intencji jej twórców, brak też dowodów naukowych, dlatego rzeźba została nazwana neutralnie, jako człowiek.

## Interpretacja
Interpretacja jest trudna. Rzeźba łączy w sobie pewne podobieństwa z francuskimi malowidłami naskalnymi, które również przedstawiają hybrydowe stworzenia. Malowidła we Francji są jednak o kilka tysięcy lat młodsze od rzeźby.
Eksperyment Wulfa Heina wskazuje na to, że na wykonanie tego rodzaju figury potrzeba ponad 360 godzin; biorąc pod uwagę fakt, że de facto rzeźba nie była niezbędna do przetrwania, jest to dużo zużytego czasu dla małej społeczności żyjącej w trudnych warunkach. Pozwala to na stwierdzenie, że celem rzeźby było wzmocnienie wspólnych więzi i świadomości grupowej w celu przezwyciężenia niebezpieczeństw i trudności. Jaskinia Stadel, zwrócona jest na północ, nie ma tu dostępu do światła wschodzącego słońca. Jest zimno i liczba materiałów nagromadzonych w wyniku działalności człowieka jest znacznie mniejsza niż w innych miejscach. Człowiek-lew został znaleziony w ciemnej komorze wewnętrznej, w odległości prawie 30 metrów od wejścia, w pobliżu kilku perforowanych zębów arktycznych lisów i schowanego poroża reniferów. To może sugerować, że Jaskinia Stadel była tylko okazjonalnie wykorzystywana jako miejsce, w którym ludzie spotykali się wokół ognia, aby dzielić się swoim rozumieniem świata wyrażanym poprzez wierzenia, symbolizowanym w rzeźbie i odgrywanym w rytuałach.
Jill Cook, kurator w British Museum, stwierdził, że "jeśli rzeźba nie powstawała powoli w różnych momentach w ciągu kilku miesięcy, utalentowany artysta mógł być zwolniony z innych zadań, aby pracować specjalnie nad tym dziełem".
Archeolog Nicholas Conard zasugerował, że znalezione w jaskini figury "popierają hipotezę, że ludzie oryniaccy mogli praktykować szamanizm ... i że powinny być uważane za silny dowód na w pełni symboliczną komunikację i nowoczesność kulturową".
Oryginalna rzeźba jest obecnie przechowywana w muzeum w Ulm, wiele muzeów ma swoje kopie.